# سيرجيو ساساكي
سيرجيو ساساكي (بالبرتغالية: Sérgio Sasaki) هو لاعب جمباز فني برازيلي، ولد في 31 مارس 1992 في ساو برناردو دو كامبو في البرازيل.

## وصلات خارجية
- سيرجيو ساساكي على موقع الاتحاد الدولي للجمباز (biography) (الإنجليزية)
- سيرجيو ساساكي على موقع اللجنة الأولمبية الدولية (الإنجليزية)
- سيرجيو ساساكي على موقع أوليمبيديا (الإنجليزية)